# Resolution 1760 des UN-Sicherheitsrates
Die Resolution 1760 des UN-Sicherheitsrates ist eine Resolution zur Situation in Liberia und Westafrika, die der Sicherheitsrat der Vereinten Nationen am 20. Juni 2007 auf seiner 5699. Sitzung einstimmig angenommen hat. Mit der Resolution wurde UN-Generalsekretär Ban Ki-moon aufgefordert, das Expertenkomitee wieder einzusetzen, das den Handel mit Rohdiamanten und Tropenholz überwachen soll, nachdem es Berichte gegeben hat, dass der in den Niederlanden einsitzende und vor dem UN-Tribunal angeklagte frühere liberianische Staatspräsident Charles Taylor nach wie vor über ausreichende Finanzquellen verfügt.
Die Resolution begrüßte die Fortschritte, welche die liberianische Regierung seit Januar 2006 mit Unterstützung durch die internationale Gemeinschaft gemacht hat, und rief die Entscheidung des UN-Sicherheitsrates in Erinnerung, die Bestimmungen des Abschnittes 10 der UN-Resolution 1521 (2003) nicht zu erneuern, die sich auf Rundholz und Holzprodukte aus Liberia bezog, betonte aber die Notwendigkeit, dass die liberianische Regierung das am 5. Oktober 2006 in Kraft gesetzte Gesetz über die Reform des liberianischen Forstwesens zügig umsetzt.
Der Sicherheitsrat drückte seine Zufriedenheit mit der Zulassung Liberias zum Kimberley-Prozess zur Bekämpfung des Handels mit Blutdiamanten aus und erwartet den Bericht durch das mit Resolution 1521 (2003) aufgestellte Sanktionskomitee, das sogenannte 1521-Komitee, wie es die Resolution 1753 (2007) vorsieht. Das Gremium betonte die Bedeutung der United Nations Mission in Liberia (UNMIL) bei der Verbesserung der Sicherheit in Liberia und bei der Herstellung der Autorität der liberianischen Regierung auf dem Staatsgebiet, insbesondere in den Grenzregionen und den für die Schürfung von Rohdiamanten und der Holzgewinnung wichtigen Gebiete.
Bei der Verabschiedung der Resolution berücksichtigte der Sicherheitsrat den Bericht der Expertengruppe vom 24. Mai 2007 (UN-Dokument S/2007/340, annex) und überprüfte die Maßnahmen der Ziffern 2 und 4 der Resolution 1521 (2003) sowie der Ziffer 1 der Resolution 1532 (2003) und den Fortschritt bei der Umsetzung des in dem durch Ziffer 5 der Resolution 1521 (2003) verlangten Prozesses. Dabei entschied das Gremium, dass trotz der erzielten Fortschritte die Situation in Liberia nach wie vor eine Gefahr für die Sicherheit und Stabilität in der Region darstellt.
Unter Anwendung des Kapitels VII der Charta der Vereinten Nationen entschied der Sicherheitsrat, eine neue aus drei Mitgliedern bestehende Expertengruppe aufzustellen, die eine Folgemission in Liberia und den Nachbarländern durchführt, um die Finanzierung illegalen Waffenhandels, die Verletzung der Beschränkungen aufgrund der Resolution 1521 (2003) und die Umsetzung der Beschlossen Maßnahmen zu untersuchen und dem Sicherheitsrat Bericht zu erstatten. Außerdem soll die Expertengruppe die Auswirkungen der Maßnahmen untersuchen, insbesondere auf das Vermögen des früheren Präsidenten Charles Taylor und die Umsetzung des Forstgesetzes überwachen, das am 5. Oktober 2006 in Kraft gesetzt wurde, da mit der Resolution 1689 (2006) das Handelsverbot für Rundholz und Holzprodukte mit Ursprung in Liberia nicht erneuert wurde. Die Resolution bestimmte auch, dass die Expertengruppe die Einhaltung des Kimberley-Prozesses durch die liberianische Regierung kontrolliert, da mit der Resolution 1753 (2007) die Maßnahmen der Resolution 1521 (2003) in Bezug auf die sogenannten Blutdiamanten aufgehoben worden waren. Die Expertengruppe wurde verpflichtet, bis spätestens zum 6. Dezember 2007 einen Bericht zu erstellen hat und mit anderen relevanten Expertengruppen, insbesondere mit der durch die Resolution 1708 (2006) aufgestellten Expertengruppe, die in der Elfenbeinküste tätig ist. Alle Staaten und die liberianische Regierung wurden durch die Resolution aufgefordert, mit der Expertengruppe zu kooperieren.